# 孫勝治
孫勝治，中華民國（台灣）政治人物，屬下溪州孫氏第二十八世孫，溯源福建省泉州府同安，曾代表中國國民黨當選為臺北縣永和市市長，後在台灣省第一選區（北基宜）當選為第一屆第五次增額立法委員。

## 生平
民國66年（1977年）11月19日永和舉行第六屆鎮長選舉，該屆選舉選民總數84,654人，投票人數為55,936人，孫勝治以52,595票高票當選，時年32歲。民國68年（1979）元旦永和鎮改制為永和市，仍為第六任鎮長任期而繼續接任市長任期結束，故永和市第一任市長為孫勝治。民國71年（1982年）1月16日改選永和市市長，仍由孫氏當選。1986年中華民國立法委員選舉於民國75年12月6日舉行，孫氏時年41歲，當選臺灣省第1選舉區增額立法委員。
孫勝治書法筆韻清雅如仙境，偶應永和區公所之邀新春揮毫，許多民眾爭先恐後排隊等候孫勝治的墨寶。